# Tóth Ede (színműíró)
Tóth Ede (Putnok, 1844. október 4. – Budapest, 1876. február 26.) kereskedősegéd, majd Lantos néven vándorszínész, költő és népszínműíró volt. Tagja volt a Kisfaludy Társaságnak.

## Élete

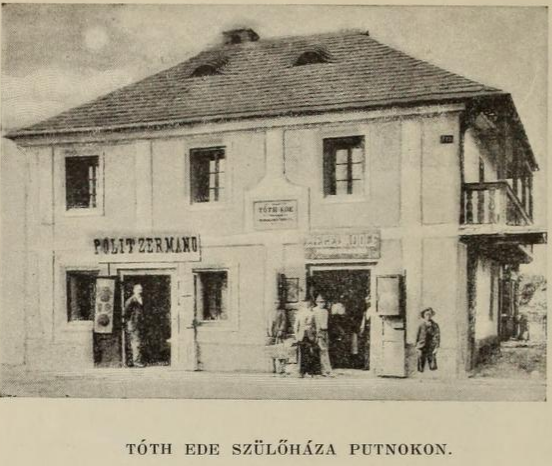
Szülőháza

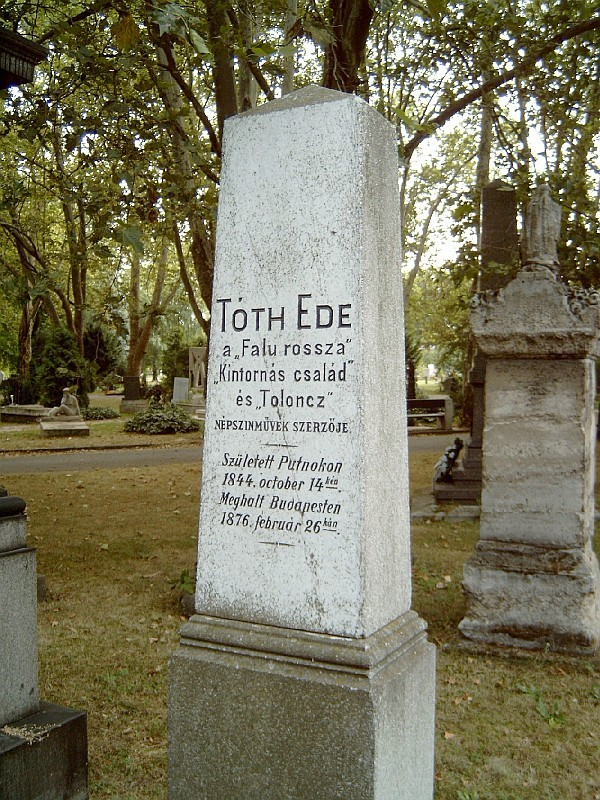
Tóth Ede sírja Budapesten. Kerepesi temető: 34/1-1-28.

Putnokon (Gömör vármegyében) született 1844. október 14-én. Apja jómodó református vallású szabómester volt, akinek 5 gyermeke született. Gyenge testalkatú, törékeny egészségű, de szívós kitartású és élénk szellemű fiú volt. 1855-ben Iglóra került a német nyelv megtanulására. Itt a gimnázium első osztályát, a latin nyelv kivételével mint reál-tanuló végezte, de gyenge bizonyítvány és a családi körülmények miatt apja kivette az iskolából.
1856-57-ben apja a szlovák nyelv elsajátítása végett Jolsvára küldte azon elhatározással, hogy tovább nem taníttatja. Önéletrajzában így írt erről: "Az első csalódás akkor ért, mikor az iskola helyett a kereskedésbe küldöttek". Amikor Jolsváról visszatért, Putnokon boltos-inas lett a Frank-féle vegyeskereskedésben. Itt három évet töltött és felszabadulva, mint legény néhány hónapot.
1860 őszén Pestre került, ahol Posner K. L. papírkereskedésében kapott alkalmazást. Szabad idejét szépművek olvasásával töltötte, verseket írt és a színházat látogatta. 1862 nyarán Pestről Putnokra ment azzal, hogy szabadságot kapott. Beteg édesanyjának azonban bevallotta, hogy gyűlöli a kereskedő pályát, és tanulni szeretne. Édesanyja közbenjárására apja Sárospatakra küldte tanulni. Itt októberben mint magántanuló Finkei József vezetése mellett letette a II-IV. osztály vizsgáját és így az V.-be engedték, melyet sikerrel elvégzett. 1863-ban fölvették a VI. osztályba és nagypénteken legációba ment. Egy barátjától megvette a gömöri Lenke, Keszi, Hubó, Kövecses, Recske és Szent-Király falvakat nyolc pengő forintért. Rossz kiejtése miatt a keszi pap nem engedte prédikálni, Lenkén pedig egy öreg paraszt rászólt: «Ne siessen, egy szavát sem értjük.»
1863. november 3-án tagja lett a sárospataki magyar irodalmi körnek, ahol szorgalmasan verselgetett és szavalt, iskolatársai elnevezték költőnek, mert ekkor kezdett el verseket írni. Azonban ez év utolsó hetében súlyos betegség lepte meg és már legációba se mehetett és így azon néhány forinttól is elesett, melyet ez jövedelmezni szokott. Édesanyja, akit annyira szeretett és aki utolsó támasza volt, 1862-ben meghalt.
1864. február 8-án sok nyomorúság után elhagyta a kollégiumot azzal az elhatározással, hogy színész lesz. Kisvárdára gyalogolt, ahol február 11. felvették és megkezdte színészi pályáját Lantos név alatt. Színlaposztó volt és kisebb szerepekben játszott a felső vármegyékben kóborló színtársulatoknál. Decemberben a Rozsnyón működő Kétszeri József aránylag jobb társulatához jutott. Ekkor apja mint országos csavargót hatóság útján be akarta soroztatni katonának és eme bajtól csak nagy nehezen tudott megmenekülni. Éveken át küzdött és nyomorgott, még mint gyalogszínész egy-egy társulatot háromszor is elhagyva és innét hozzászegődve és bejárva a fél országot. Sokszor volt a kétségbeesés, a megsemmisülés szélén, éhenhalásnak, megfagyásnak kitéve; csak hivatásában való törhetetlen hite tartotta fenn. Sebes beszéde, kifejezéstelen arca és igénytelen alakja miatt nem igen jutott jobb szerepekhez; később azonban leküzdötte a nyelvhibákat és meglehetős szerepkört foglalt el.
1865 télen Huszton, nyáron Rozsnyón volt; 1866-ban Putnokon, Kápolnán (január-február), Pesten (március), Egerben és Jászkiséren. 1867-ben Nógrádban kóborolt mint beteges, rongyos vándorszínész. Helyzete időjártával javult: mint rendező vagy titkár nyert alkalmazást a társulatoknál és 1871-ben feleségül vette Benedek Veronika színésznőt.
A vándorszínészet, a nélkülözések, a kemény munka megtámadta amúgy is gyenge egészségét. 1873-ban apja halála után haza kellett mennie és a család vagyoni ügyeinek rendezése végett hosszabb időt töltött Putnokon. Itt Teréz nénje házánál sokat dolgozott és 1873-ban itt született meg első jelentős műve: A falu rossza, melyet a putnoki emberekről mintázott. Karácsony után újra megindult állást keresni. Ekkor vette hírét a Nemzeti Színház igazgatóságától 1874. január 8-án hirdetett népszínmű-pályázatnak. A Falu rossza című művét átdolgozva, augusztus 16-án benyújtotta és a száz arany pályadíjat szeptember 30-án elnyerte. Ez volt a fordulópont az életében.
Szigligeti Ede gondoskodott róla, hogy Budapestre kerülhessen és a Nemzeti Színháznál 1875 áprilisában jelmeztári felügyelőül alkalmazta, művét pedig 1875. január 15-én előadatta. A Nemzeti Színháznál 1875. évi pályázatán újra részt vett és műve, a Tolonc november 20-án 29 versenyző közül egyhangú ítélettel elnyerte a 100 arany pályadíjat. (Először adták a Népszínházban 1876. május 28-án). Ez meghozta számára az országos ismeretséget.
A Kisfaludy Társaság 1876. január 26-án belső tagjává választotta. 1875 tavaszán átdolgozta a Kintornás család népszínművét, mely 1876. január 27-én került színre a Népszínházban. Ennek előadását még látta a költő, de az 1876. május 28-án színre került Tolonc nagyszerű fogadását már nem érte meg. Amikor ugyanis már Budapestre került, anyjától öröklött baja, a tüdővész, a sok átélt nyomor következtében 1876 januárjában megtámadta szervezetét és minden gyógyítás, fürdőzés dacára 1876. február 26-án meghalt Budapesten.

## Emlékezete
Budapesten a Kerepesi temetőben van eltemetve. Putnokon szülőházának helyén emléktábla áll.
Tamás István putnoki költő vezetésével 2000. augusztus 23-án megalakult a Tóth Ede Alkotó Kör. Azóta rendszeresen megemlékeznek a város szülöttéről. A kör elnöke és lelkes alkotócsapata viszi tovább Tóth Ede jó hírnevét, szerte a nagyvilágban.
2007-ben Simon M. Veronika festőművész két színes portrét festett Tóth Edéről.

## Művei
- A falu roszsza, eredeti népszínmű dalokkal és tánczczal 3 felv., zenéje Erkel Gyulától. Budapest, 1875. (Nemzeti Színház Könyvtára 72., M. Könyvesház IV. 5., M. Könyvtár 226. 1901.).
- A kintornás család, eredeti népszínmű dalokkal és táncczal 3 felv., zenéje Erkel Gyulától. Budapest, 1875. (Nemzeti Színház Könyvtára 88., M. Könyvesház VI. 1., 2., M. Könyvtár 349., 350. 1903).
- A toloncz. Eredeti népszínmű 3 felv., zenéje Erkel Gyulától. Budapest, 1878. (A Nemzeti színház Könyvtára 118., M. Könyvesház V. 6., 7., M. Könyvtár 146. 1902.).
- Névtelen hősök. Dalmű 4 felv. Zenéjét írta Erkel Ferencz. Budapest, 1880. (M. Könyvesház IX. 5. 6.).
- Tóth Ede költeményei. Budapest, 1881. (M. Könyvesház IX. 7., 8.).
- Tóth Ede művei. Budapest, év n. Három kötet. (I. A falu rossza. A toloncz. II. A kintornás család. A költő szerelme. Zrinyi Péter. III. A névtelen hősök. Költemények).
- Tóth Ede válogatott munkái. Bevezetéssel ellátta Váradi Antal, Garay Ákos rajzaival. Budapest, 1902. Szerző fénynyomatú arczképével. (Életrajz. Színművek. Költemények. Önéletírás. Remekírók Képes Könyvtára).